# 르네상스 인문주의자
르네상스 인문주의자는 중세시대 르네상스 운동의 지도자들로 신 중심적 사고에서 인간중심적 사고에 강조를 두는 학자들을 말한다. 대표적으로 에라스무스, 로렌초 발라, 기욤 부데가 있다. 종교 개혁가들은 이들로부터 신학의 주제와 방법에 중요한 영향을 받았다.

## 같이 보기
- 인문주의자
- 르네상스 인문주의자들 목록